# يان كريستيانسن
يان كريستيانسن (بالنرويجية البوكمول: Jan Christiansen)‏ هو مدرب كرة قدم ولاعب كرة قدم نرويجي، ولد في 8 أبريل 1941 في إينيباك في النرويج. شارك مع منتخب النرويج لكرة القدم. أما مع النوادي، فقد لعب مع نادي روسنبورغ.

## روابط خارجية
- يان كريستيانسن على موقع اتحاد النرويج (النرويجية)
- يان كريستيانسن على موقع قاعدة بيانات كرة القدم.إي يو (الإنجليزية)
- يان كريستيانسن على موقع ناشيونال فوتبول تيمز (الإنجليزية)
- يان كريستيانسن على موقع عالم كرة القدم.نت (الإنجليزية)